# Sid Mosca
Cloacyr Sidney Mosca (Jaú, 4 de abril de 1937 - São Paulo, 20 de julio de 2011), más conocido como Sid Mosca, fue un aerografista brasileño. Es reconocido por ser el autor del diseño visual de los cascos de importantes pilotos de Formula 1 como Ayrton Senna, Emerson Fittipaldi, Nelson Piquet, Mika Häkkinen y Michael Schumacher.

## Biografía
Sid nació el 4 de abril de 1937 en Jaú, Estado de São Paulo, Brasil. A los cuatro años su familia se mudó a la ciudad de São Paulo. Por influencia de un primo, se desempeñó desde temprano en talleres en los que se ocupaba de la mecánica y pintura de automóviles. Asentó su negocio propio en el barrio de Santo Amaro, cercano al autódromo de Interlagos, en el cual se involucró en la escena del automovilismo brasileño.
En la década de 1970 se encargó de los trabajos de pintura de la escudería Fittipaldi. Obtuvo un diploma de agradecimiento firmado por Colin Chapman al sacar a la escudería Lotus de aprietos tras repintar exitosamente el monoplaza de Mario Andretti en el Gran Premio de Brasil de 1977, que se había incendiado en la prácticas de clasificación.
Fue autor del diseño del casco asignado a los pilotos brasileños en el Campeonato Mundial de Karting de 1978 en Le Mans, que posteriormente fue adoptado por Ayrton Senna con la aprobación de Sid. Mosca pintó todos los cascos de Senna en adelante.
Sobre su trabajo, Mosca comentó: «La pintura del casco es el otro rostro del piloto, que le da una identificación cuando está en acción en las pistas, y me siento feliz de participar en la creación de su imagen, pieza valiosa e importante en el transcurso de su carrera. Me siento gratificado por el reconocimiento pleno que he tenido en mi profesión».
Falleció el 20 de julio de 2011 a la edad de 74 años debido a un cáncer de próstata.

### Algunos diseños creados por Sid Mosca

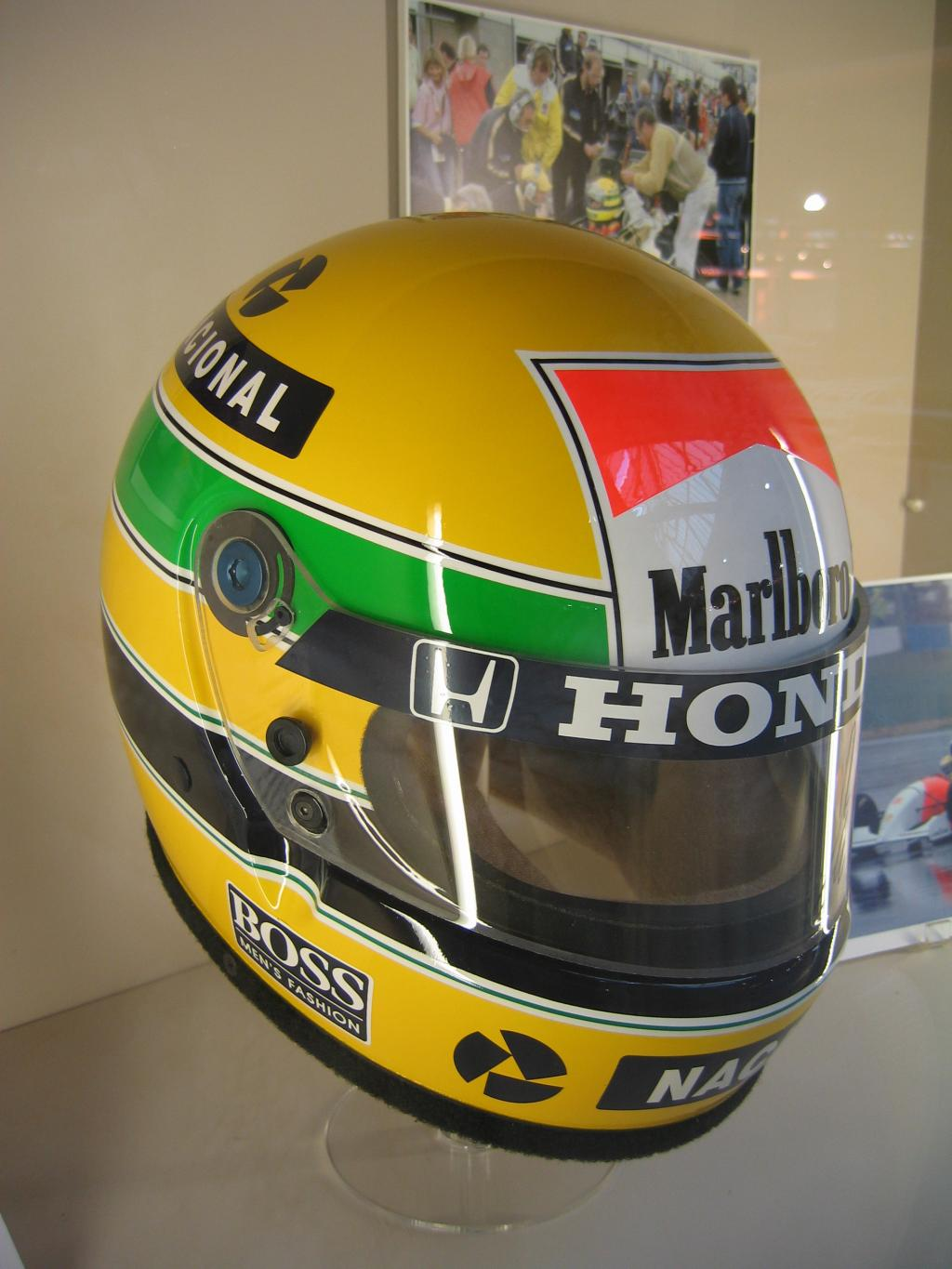
Ayrton Senna
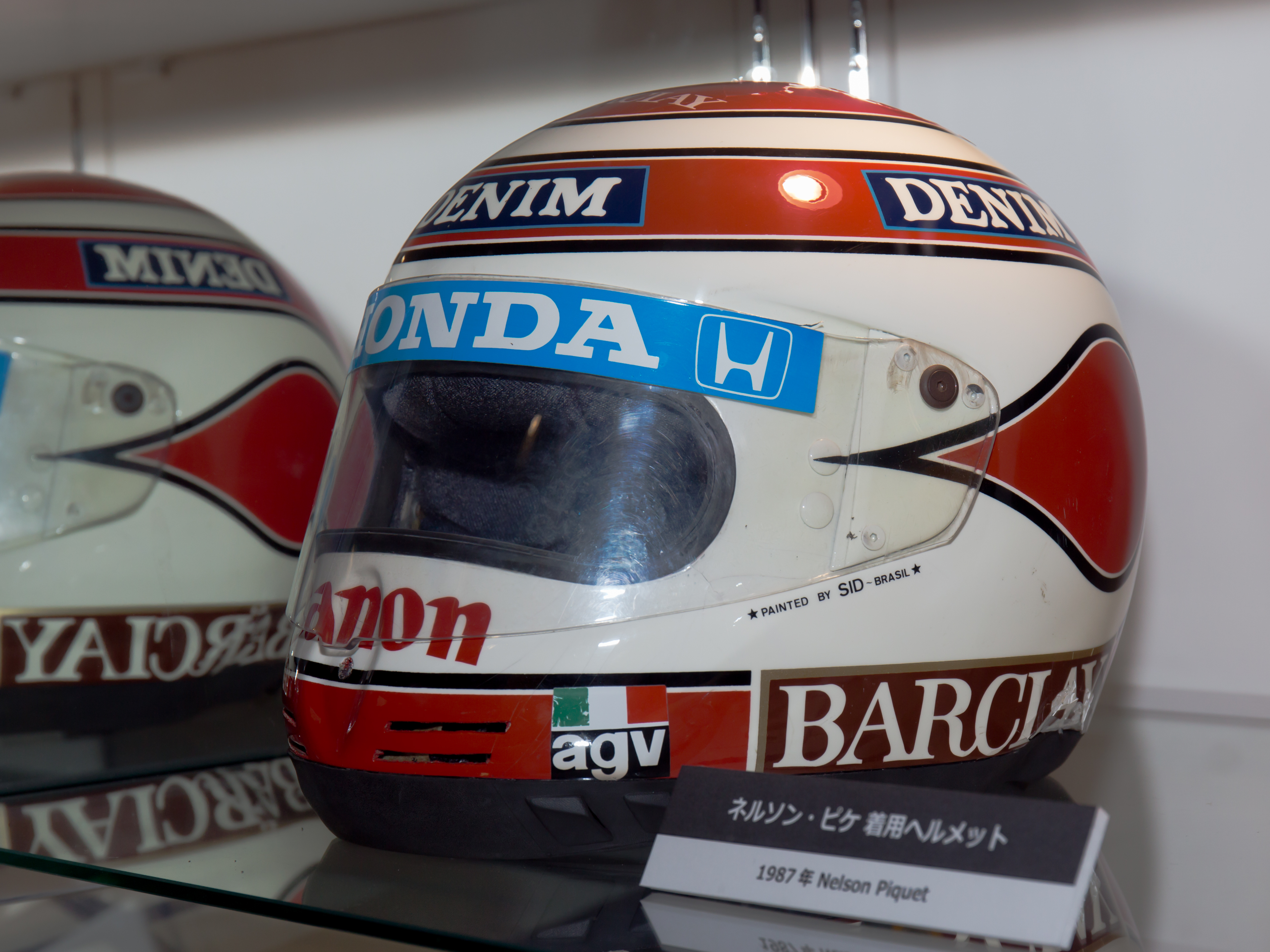
Nelson Piquet
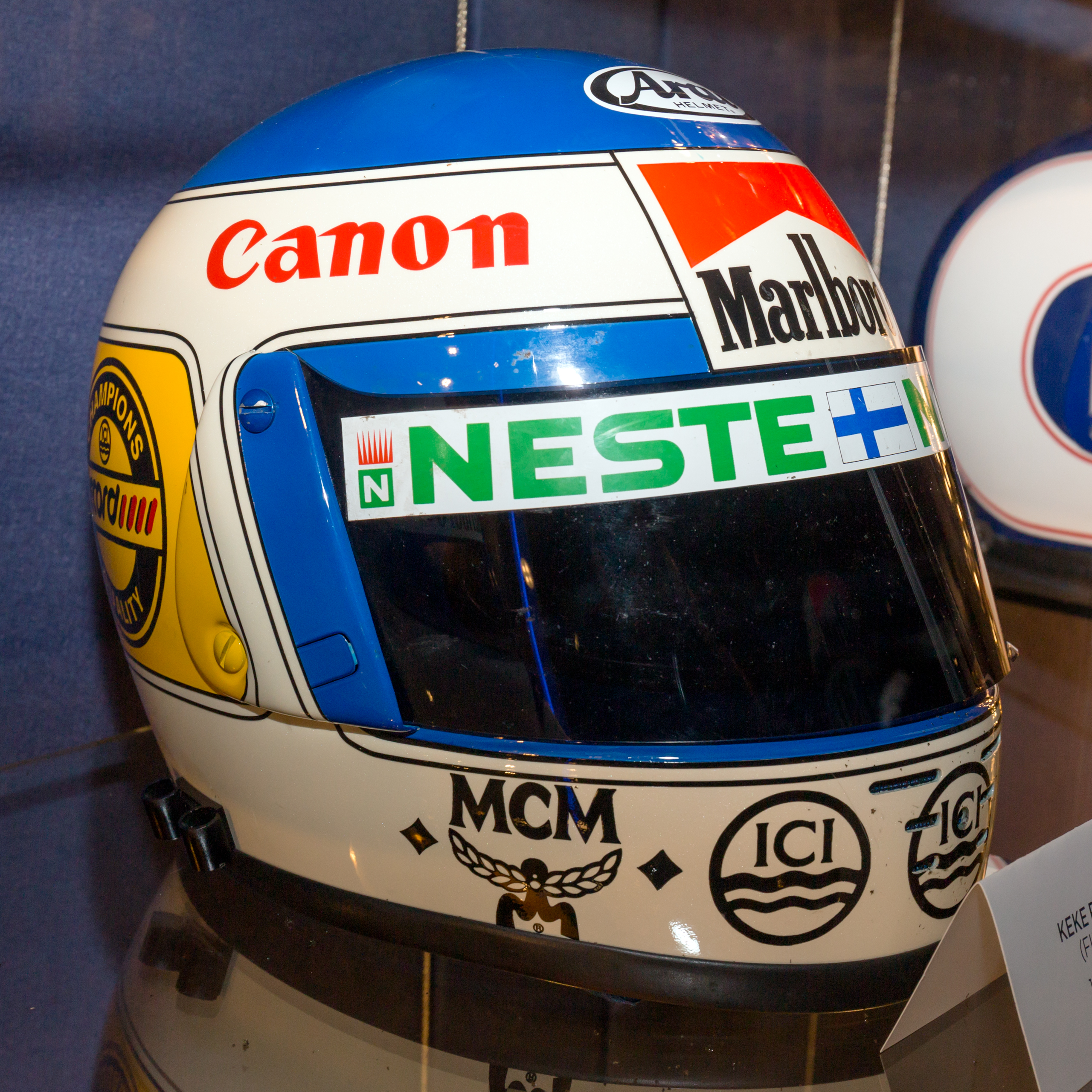
Keke Rosberg
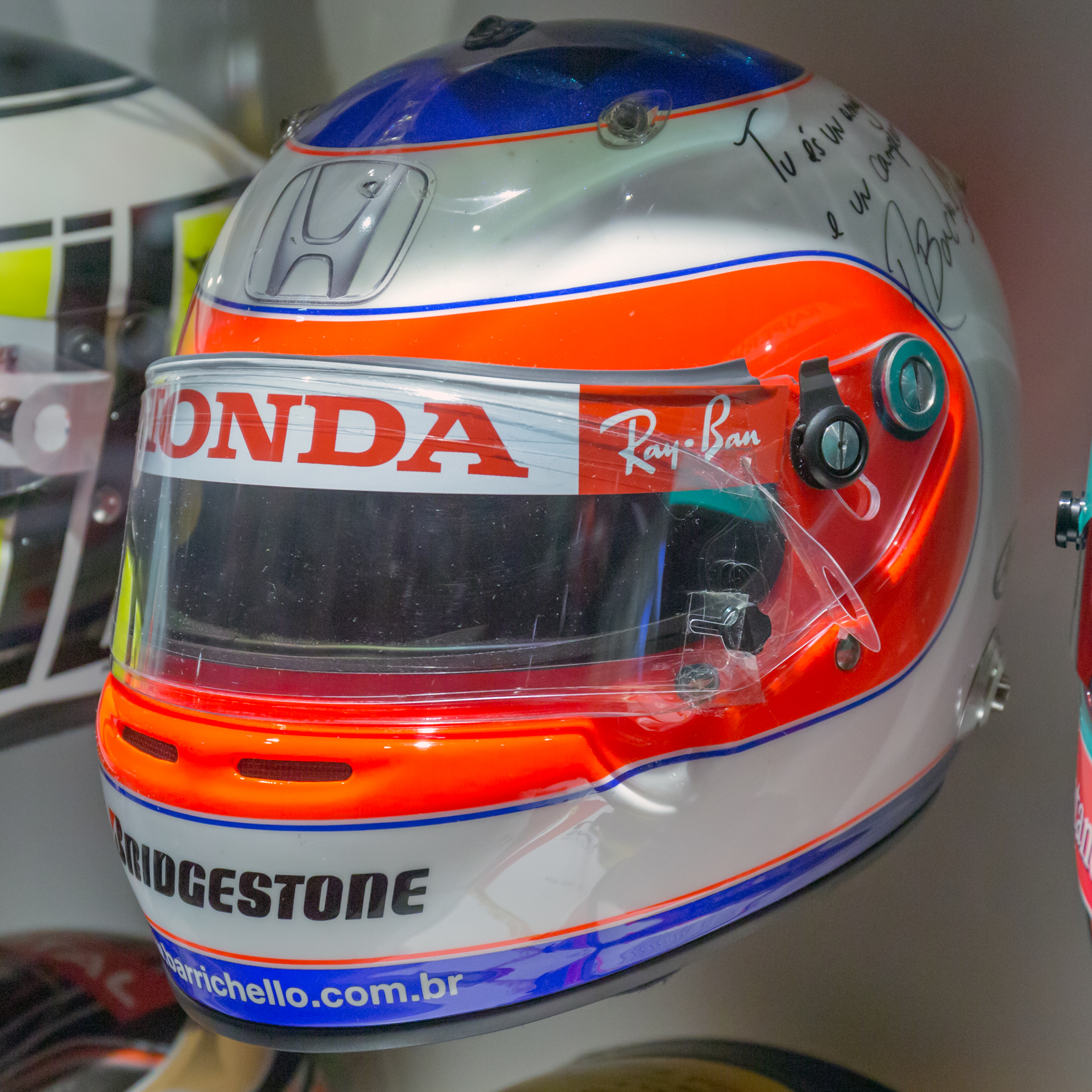
Rubens Barrichello
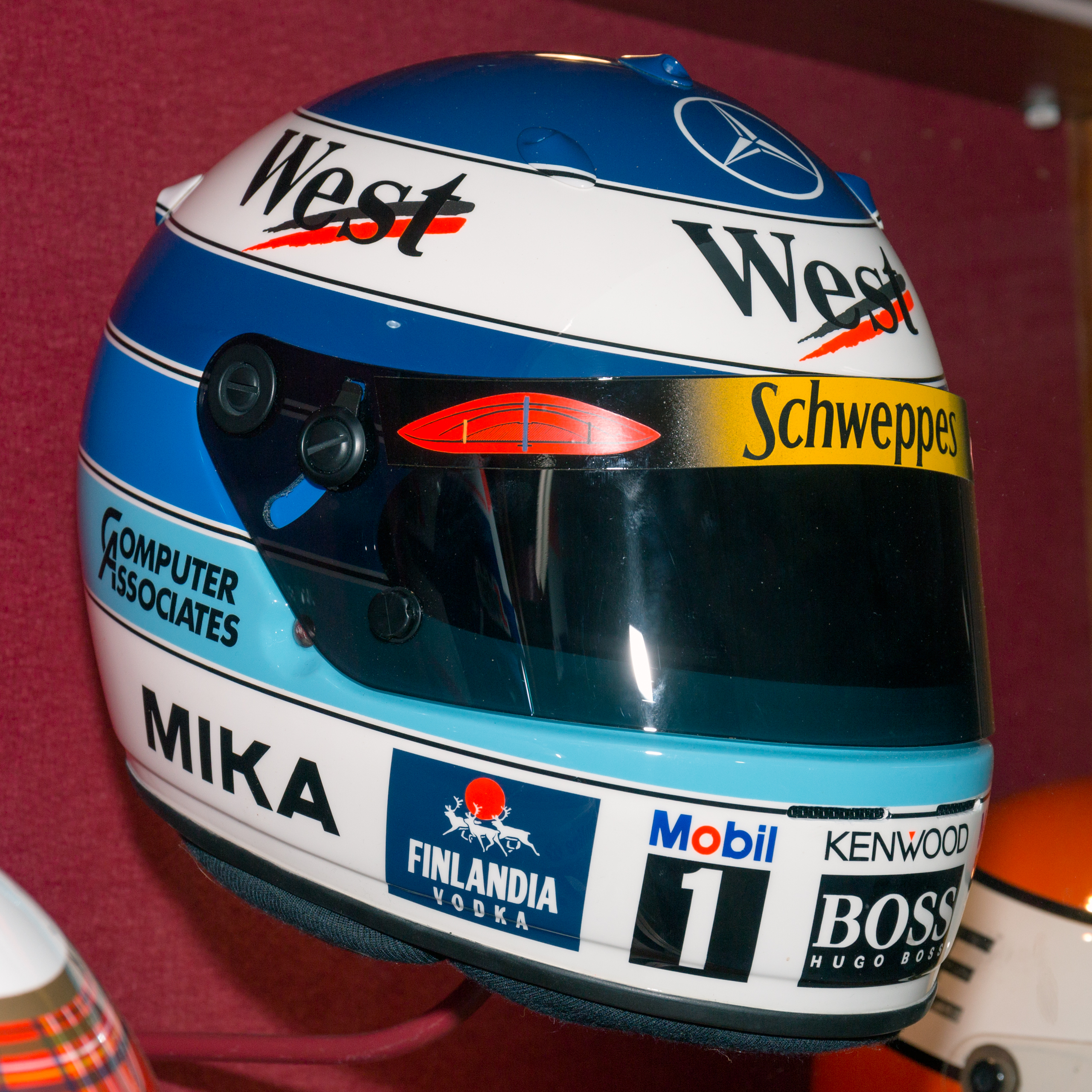
Mika Häkkinen
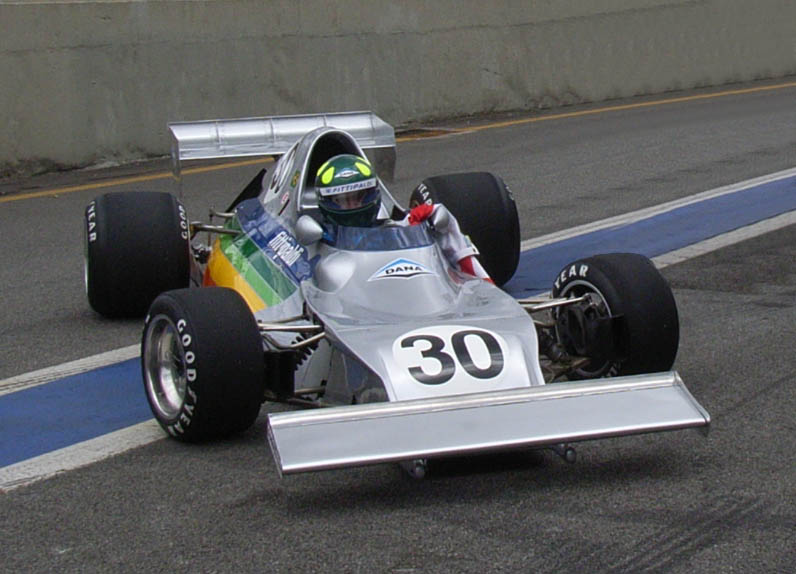
Fittipaldi FD-01